# Ідеальний голос
«Ідеальний голос» (англ. Pitch Perfect) — американська музична комедія режисера Джейсона Мура, сценарій до якого написала Кей Кеннон. Картина ґрунтується на книзі Мікі Репкіна «Співай ідеально: Погоня за славою вокаліста а капела», в якій розповідається про студентку, яка раптово відкрила в собі пристрасть до співу а капела, тобто, без музичного супроводу.

## Сюжет
Шоу талантів заполонили світ – усі хочуть потрапити на телеекрани і стати відомими. Не виняток гурт «The Barden Bellas», ролики якого одразу набули шаленої популярності. Команда молодих талановитих дівчат має амбіційну мету – перемогти у міжнародній музичній мега-битві. Вони такі різні, але їх об'єднує шалена любов до співу і бажання перемоги. Отож, попереду репетиції на виживання, бурхливі романтичні побачення, підступи суперників, і справжня дівоча дружба!

## В ролях
| Актор                 | Роль                                    |
| --------------------- | --------------------------------------- |
| Анна Кендрік          | ("Белла") Бека Мітчелл                  |
| Бріттані Сноу         | ("Белла") Хлоя Біл                      |
| Анна Кемп             | ("Белла") Обри Поузен                   |
| Ребел Вілсон          | ("Белла") Корова (Жирна) Емі (Патриція) |
| Гана Мей Лі           | ("Белла") Лілі Онакурамара              |
| Естер Дін             | ("Белла") Сінтія Роуз Адамс             |
| Шеллі Регнер          | ("Белла") Ешлі                          |
| Алексіс Кнапп         | ("Белла") Стейсі Конрад                 |
| Кріссі Фіт            | ("Белла") Фло                           |
| Келлі Джакл           | ("Белла") Джессіка                      |
| Скайлар Естін         | ("Treblemakers") Джессі Свонсон         |
| Бен Платт             | ("Treblemakers") Бенджі Еплбаун         |
| Адам Дівайн           | (лідер "Treblemakers") Бампер Аллен     |
| Уткарш Амбудкар       | ("Treblemakers") Дональд                |
| Джон Майкл Гіггінс    | телеведучий Джон Сміт                   |
| Елізабет Бенкс        | телеведуча Гейл Абернаті МакКадден      |
| Джон Бенджамін Гікі   | доктор Мітчелл                          |
| Крістофер Мінц-Плассе | організатор акапельних прослуховувань   |
| Джейкоб Висоцьки      | організатор акапельних прослуховувань   |

## Саундтрек
The Treblemakers - Trebles Finals Bright Lights Bigger City/Magic